# Водоворот (сериал)
«Водоворот» — российский детективный сериал. Производство «Марс Медиа Энтертейнмент» при поддержке КиноПоиск HD. Сюжет разворачивается вокруг оперативной группы следователей, которая предпринимает попытки по поимке жестокого маньяка, убивающего подростков.

## Сюжет
В городском коллекторе группа следователей обнаруживает тела расчленённых подростков. Обстоятельства указывают на то, что жертвы были убиты маньяком, приверженцем загадочного языческого культа. В ходе расследования сотрудники выясняют, что убийца охотится за несовершеннолетними, которые никому не нужны — наркоманами, подростками из неблагополучных семей, бездомными. По мере развития сюжета становится понятно, что полицейские столкнулись не просто с маньяком, а со злом пострашнее — «водоворотом большого города», который нещадно засасывает людей и уничтожает слабых духом. Наряду с действиями сериала раскрываются и душевные проблемы главных героев: каждый из них заглянет внутрь себя и встретится лицом к лицу со своими страхами. На протяжении серий наряду с основным сюжетом (расследованием дела) раскрываются истории главных героев.

## Список серий

### Первая серия
Оперативная группа осуществляет штурм наркопритона, в ходе которого им удаётся задержать одного из наркоторговцев (Шеин), а также спасти раненную девушку без сознания. В отделении глава оперативной группы Краснов жёстко допрашивает задержанного, но так ничего и не узнаёт. Также во время штурма полиция находит флешку, на которой записано видео, где облаченный в капюшон мужчина тесаком убивает прикованную молодую девушку. Таким образом, целью оперативников становится поимка этого маньяка, который каким-то образом связан с религиозной сектой. Молодой сотрудник Марк через знакомого хакера (Пепс) пытается выяснить, кто создатель видео. После того, как Шеина отпускает начальство, Краснов с группой решает снова его поймать и допросить, но уже в «неформальной обстановке». Их попытки увенчиваются успехом: они раскрывают имя маньяка (Ма́тас), а также договариваются о дальнейшем сотрудничестве с Шеином.
Жена Краснова находится в больнице с онкологическим заболеванием, а дочь на него обижена. Марк — бывший наркоман, на данный момент посещает общественные сеансы — собрания анонимных наркоманов. У Марка есть знакомая Муха, которую дома домогается отчим, из-за этого она вынуждена искать другое жильё и воровать.

### Вторая серия
Марк при помощи Пепса находит точку трансляции видео, которой оказывается коллекторная система. Опергруппа выезжает на место предполагаемого преступления, взяв с собой Муху в качестве проводника. Там они находят более десятка расчленённых трупов, заводится дело, и начинается расследование. Муха, находясь под сильным впечатлением от увиденного в коллекторе, в поиске ночлега приходит на «вписку» в наркопритон в компании знакомых. Там она сталкивается со странным поведением хозяина квартиры Стэном, которому кажется, что он видит Матаса. Краснов с Мариной обсуждают его ссору с дочерью Лерой. Марк после очередного собрания срывается и возвращается к наркотикам: покупает и находит «закладку».

### Третья серия
Краснов в лаборатории устанавливает возраст жертв (15-17 лет) и то, что у них брали пробы ткани. Дело о преступлении передают Федеральной службе безопасности. Краснов с группой решает сделать сальто продолжать вести дело в обход запрета ФСБ. Матас связывается с Шеином по поводу передачи наркотиков. Группа решает взять его при передаче на месте встречи, но упускает. Марк начинает употреблять героин и скрывает это от коллег. Чтобы проучить отчима Мухи, он избивает его, прикрываясь служебным положением. Лера уходит из дома, Краснов пытается найти её. Вместе с Марком они отправляются на поиски, дают Мухе ориентировку девочки. Леру похищают люди, которых нанял Матас.
Муха во время скитаний по ночному городу натыкается на местных хулиганов, которые начинают её домогаться. Этому препятствует проходивший мимо молодой парень Макс, с которым Муха знакомится, а позже он предлагает ночлег. На утро они договариваются встретиться вечером, Макс уходит по делам. Его обманом берут в плен приспешники Матаса.

### Четвёртая серия
Муха в отделе даёт ориентировку на людей Матаса, составляя фоторобот, заметив Леру с ними. Муха, вернувшись на квартиру Макса, не обнаруживает его там и решает заняться его поисками самостоятельно. В рамках секретного расследования группа в лаборатории выясняет, что жертвы подвергались редактированию генома. Девушка Алёна, которую спасли в притоне, приходит себя и сбегает из клиники. Марина хочет найти её через подругу, чтобы помочь морально и узнать некоторую информацию по делу. При упоминании Матаса во время разговора Алёна начинает плакать и сообщает, что видела его сегодня в городе. Матас встречается с парнями, которые похищали для него подростков, после передачи жертв устраняет их. Оперативники находят трупы парней, Муха их опознаёт и уточняет Краснову, что видела, как они забирали Леру. Муха также просит Марка посодействовать в поисках Макса. После допроса свидетеля Краснов понимает, что Лера в плену у Матаса. Группа собирается выезжать на поиски, выяснив новые детали по соответствию характерных татуировок.

## Главные герои
- Александр Краснов (Владимир Вдовиченков) — глава оперативной группы следователей. Вспыльчив и прямолинеен. Женат, но на данный момент находится на грани развода. Есть дочь Лера, которая обижена на него из-за любовной связи с Мариной.
- Девин Марк Вадимович (Аристарх Венес) — сотрудник оперативной группы. Несмотря на резкий характер отличается пониманием и отзывчивостью. До работы в полиции имел проблемы с наркотиками, сейчас посещает курсы анонимных наркоманов. Ездит на спортивном мотоцикле, в одежде придерживается байкерского стиля.
- Кирилл (Владислав Абашин) — сотрудник оперативной группы. Хорошо начитан (есть большая библиотека дома), флегматичного темперамента. Бывший участник боевых действий в Чечне, в результате которых потерял близкого друга Андрея. На данный момент проживает с семьей товарища (жена и два сына), где по сути пытается его заменить.
- Сотникова Марина Алексеевна (Юлия Мельникова) — сотрудница оперативной группы. Рассудительная и понимающая. Не переносит насилие, поэтому события сериала даются ей с трудом. Была замужем, есть сын, но на данный момент имеет тесную связь с Красновым.
- Муха (Алена Михайлова) — молодая девушка, знакомая Марка. Бойкая и отзывчивая (несколько раз помогает следователям). За словом в карман не полезет. Из-за проблем с отчимом вынуждена скитаться по улицам в поиске ночлега. Вопреки влиянию своего распутного окружения наркотики принципиально не употребляет.

## Саундтреки
- кис-кис — «мелочь»;
- кис-кис — «молчи»;
- кис-кис — «Фарш»;
- кис-кис — «Трахаюсь»;
- кис-кис — «Рэпер»;
- ЛСП — «Маленький принц»;
- МУККА — «Девочка с каре»;
- Race to Space — «Если ты мой настоящий друг».
- спЛин — «Передайте это Гарри Поттеру, если вдруг его встретите».